# Дзуда
Дзуда (*д/н — бл. 1890) — 30-й мвене-мутапа (володар) Мономотапи в 1876—1890 роках.

## Життєпис
Походив з династії Мбіре. Син мвене-мутапи Дзеки. Близько 1876 року після поразки Кандеї II отримав трон. Втім влада переважно обмежувалася областю навколо столиці Чідіма.
1881 року спробував відвоювати захоплені португальцями землі. війна тривала до 1885 року й завершилася поразкою мвене-мупати. Португальські загони зайняли область Мукаранга, відтіснивши Дзуду в джунглі.
Він намагався організувати загальне повстання на землях колишньої Мономотапи, проте марно. Близько 1890 року повалений небожем Чіоко Дамбамупуте.